# Karel Neffe
Karel Neffe (født 6. juli 1948 i Prag, død 13. februar 2020) var en tjekkoslovakisk roer.

## Rokarriere
Neffe var med i den tjekkoslovakiske firer med styrmand ved OL 1972 i München sammen med Otakar Mareček, Vladimír Jánoš, František Provazník og styrmand Vladimír Petříček. I deres indledende heat blev de nummer to, hvilket de også blev i deres semifinale. I finalen var de to tysklandes både bedst, og vesttyskerne vandt guld foran østtyskerne, mens tjekkoslovakkerne hentede bronze.
Ved det sidste EM, i 1973, vandt samme besætning endnu en bronzemedalje, og ved OL 1976 i Montreal blev tjekkoslovakkerne og Neffe nummer fire. Ved Sommer-OL 1980 i Moskva roede han otter og var med til at sikre Tjekkoslovakiet en fjerdeplads.
I 1982 var han med til at vinde VM-sølv i firer med styrmand, hans bedste internationale resultat.

## Familie
Hans søn, der også hedder Karel Neffe, har også været roer og deltaget i OL.

## OL-medaljer
- 1972:  Bronze i firer med styrmand